# Borowa Karczma
Borowa Karczma – osada leśna w Polsce położony w województwie wielkopolskim, w powiecie leszczyńskim, w gminie Osieczna.
W latach 1975–1998 miejscowość administracyjnie należała do województwa leszczyńskiego.